# لودویک سمپولینسکی
لودویک سِـمپولینسکی (لهستانی: Ludwik Sempoliński؛ ۱۸ اوت ۱۸۹۹ – ۱۷ آوریل ۱۹۸۱) بازیگر اهل لهستان بود.

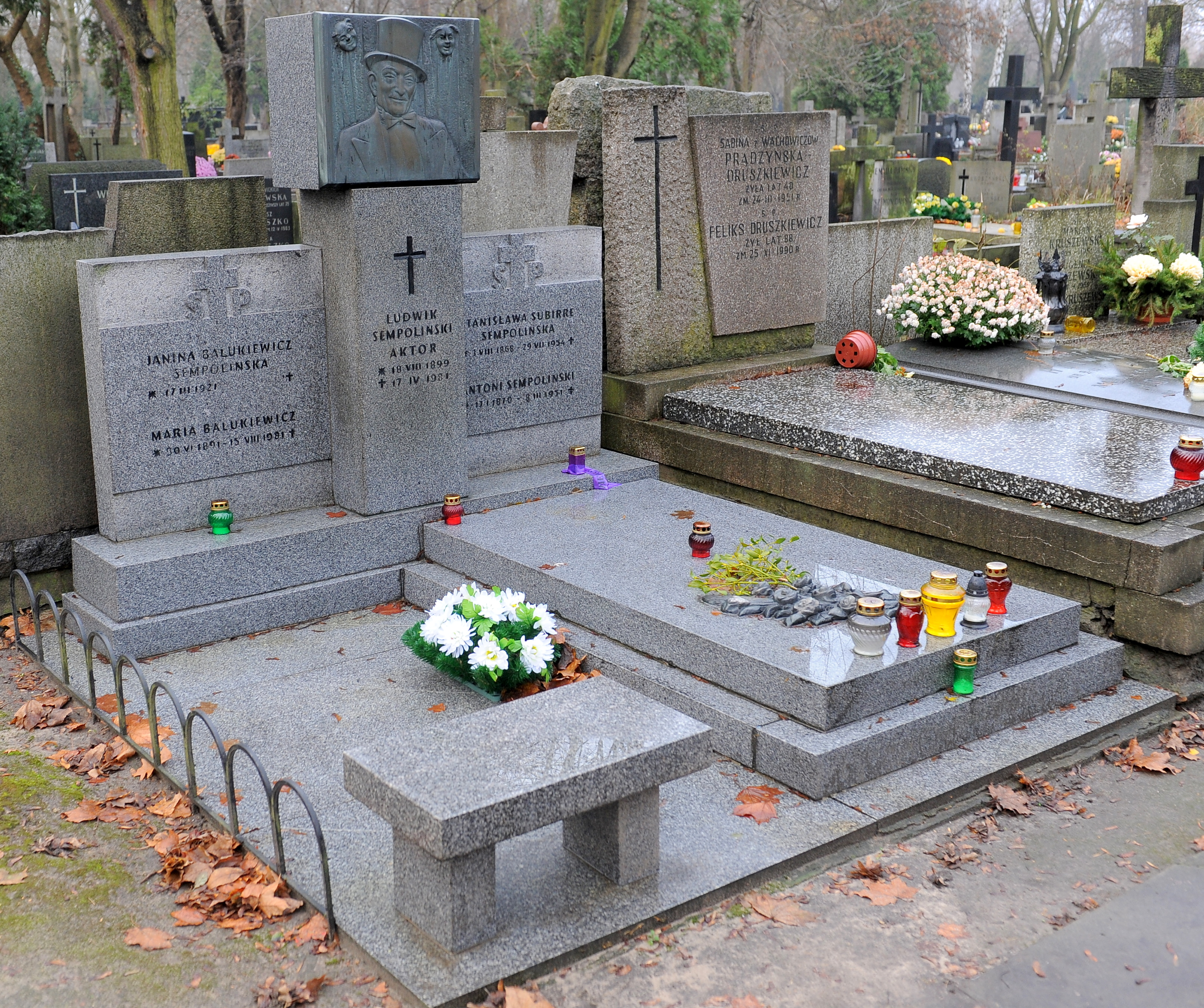
مقبرهٔ سمپولینسکی در گورستان پوازکی ورشو

وی مابین سال‌های ۱۹۳۵ تا ۱۹۶۶ میلادی، در ۲۰ فیلم هنرنمایی کرد. از فیلم های او می توان به همسایه‌ها اشاره کرد.